# Giovanni da Ferentino
Giovanni da Ferentino    (né  à Ferentino dans le Latium, Italie, et mort en  1216  à Rome) est un cardinal italien   du XIIIe siècle.

## Biographie
Da Ferentino est notaire, vice-chancelier et chancelier de la Sainte-Église et auditeur à la rote romaine.
Le pape Innocent III le crée cardinal lors du consistoire de  1205. Il est vice-chancelier de la Sainte-Église à partir de 1205. Le cardinal da Ferentino est légat en Angleterre. En France, il est légat avec le cardinal Pietro Caputo pour rétablir la paix entre les  rois de France et d'Angleterre. Il participe  à l'élection d'Honorius III en  1216.